# Boyne River (Clyde River)
Der Boyne River ist ein Fluss im Südosten des australischen Bundesstaates New South Wales.
Er entsteht im Flat Rock State Forest, östlich des Bimberamala-Nationalparks durch den Zusammenfluss des etwa elf Kilometer langen Boyne Creek mit einem namenlosen Bach. Der Boyne River fließt rund zwei Kilometer nach Westen und mündet im Yadboro State Forest in den Clyde River.